# Lampides areas
Lampides areas är en fjärilsart som beskrevs av Druce 1891. Lampides areas ingår i släktet Lampides och familjen juvelvingar. Inga underarter finns listade i Catalogue of Life.